# 正谊书院
26°5′22.56″N 119°17′49.67″E / 26.0896000°N 119.2971306°E
正谊书院位于 福州市鼓楼区东街。
清同治五年（1866年），闽浙总督左宗棠在城内黄巷创办正谊书局，接纳闽中十县举人、贡生就读，清同治九年(1870年)镇闽将军英桂接受船政大臣沈葆桢等改书局为书院的建议，购东街骆合铺建校舍，定名为“正谊书院”。至今在门额上还保留有当时著名书法家郑世恭题写的“正谊书院”青石匾额，每字盈尺。内设大讲堂、学舍、山长住房等建筑。正谊书院为清代福州著名的四大书院之一，报考资格以举人，五贡生（技贡、比贡、副贡、粤贡、岁贡）。

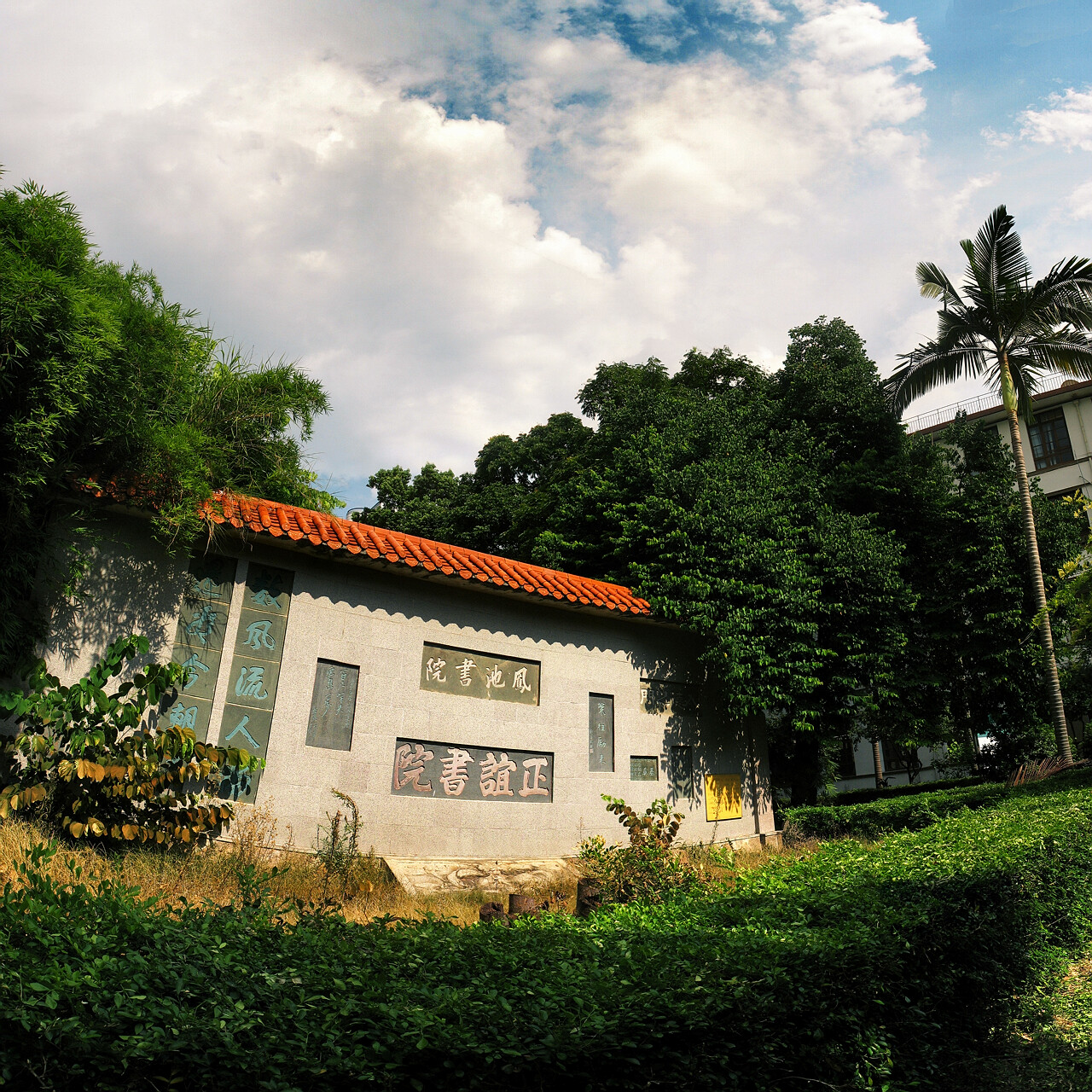
福州一中校园内的一面墙，上有凤池书院与正谊书院的石刻

民国时期辟为福建省图书馆。
现在被追认为福州一中前身。

## 历史
- 1902年与凤池书院合并为全闽大学堂。

## 历任山长
| 姓名   | 学历            | 时间      |
| ------ | --------------- | --------- |
| 林鸿年 | (清)进士 · 翰林 | 1866-1885 |
| 陈壁   | (清)进士 · 翰林 | 1896-1901 |